# Richard Grant (bokser)
Richard Grant (ur. 17 października 1973) – jamajski bokser kategorii superśredniej

## Kariera amatorska
W lutym 1995 r. Grant był uczestnikiem popularnego kubańskiego turnieju "Giraldo Córdova Cardín", który rozgrywany był w Matanzas. Rywalizujący w kategorii średniej Jamajczyk odpadł w ćwierćfinale, przegrywając z Fernando Zúñigą. W lutym 1996 r. Grant brał udział w kwalifikacjach na Igrzyska Olimpijskie rozgrywane w Atlancie. Grant odpadł przed ćwierćfinałem, przegrywając z reprezentantem Wysp Dziewiczych Stanów Zjednoczonych Adrianem Brownem.

## Kariera zawodowa
Po nieudanym starcie w kwalifikacjach, Grant jeszcze w tym samym roku zadebiutował jako zawodowiec, pokonując 25 maja Winstona Sutherlanda. Pierwszej porażki doznał już w swojej drugiej walce, przegrywając 29 lipca z Victorem Ramosem. W 1997 r. Grant stoczył sześć pojedynków, wygrywając cztery. Pokonał m.in. niepokonanego Jamesa Butlera oraz Franka Williamsa.
1998 r. Grant rozpoczął od przegranej walki z reprezentantem Azerbejdżanu Emilem Baku. Walka odbyła się 10 marca a Grant przegrał przez techniczny nokaut w drugiej rundzie. Na tej samej gali walczyli również znani zawodnicy, jak: Zab Judah czy David Tua. Grant przegrał również kolejny pojedynek, ulegając na punkty Benjaminowi McDowellowi.
17 listopada 2000 r. Jamajczyk zmierzył się z Amerykaninem Kevinem Pompeyem w walce o pas EBA, w kategorii półciężkiej oraz superśredniej. Grant zwyciężył jednogłośnie na punkty w dziesięciorundowym pojedynku, zdobywając pierwsze pasy w karierze.
9 lutego 2001 r. Grant zmierzył się z aktualnym wtedy mistrzem Ukrainy w kategorii superśredniej Witalijem Kopytko. Po 9. rundach rywalizacji walka została przerwana ze względu na przypadkowe zderzenie głowami. Grant doznał rozcięcia nad lewym okiem, nie mogąc kontynuować pojedynku. Sędziowie podliczyli karty punktowe i wszyscy trzej wypunktowali zwycięstwo Jamajczyka.

## Pojedynek z Jamesem Butlerem i skandal
Następnym rywalem Granta był Amerykanin James Butler, który 1 września 2001 w poprzednim pojedynku walczył o mistrzostwo świata w kategorii super średniej przeciwko Svenowi Ottke, przegrywając 12-rundowy pojedynek przez jednogłośną decyzję sędziów. Do walki doszło 23 listopada 2001 i był to główny pojedynek gali relacjonowanej przez amerykańską stację ESPN2. Grant uczciwie zwyciężył w dziesięciorundowym pojedynku, pokonując rywala jednogłośnie na punkty (97-93, 96-94, 97-93). Tuż po ogłoszeniu werdyktu doszło do jednego z najbardziej szokujących czynów w historii boksu. Grant wyszedł w stronę rywala, chcąc mu podziękować za walkę, a Butler niespodziewanie uderzył zwycięzcę prawym sierpowym z ogromną mocą w szczękę, nokautując go. Butler został skazany za napaść, otrzymując karę czterech miesięcy pozbawienia wolności w więzieniu na Rikers Island. Amerykanin nie stracił jednak licencji bokserskiej i powrócił na ring 10 sierpnia 2004 przegrywając z Omarem Sheika na punkty. 12 października 2004 Butler popełnił kolejny haniebny czyn, ale tym razem tragiczny w skutkach. Butler zabił Sama Kellermana, brata Maxa Kellermana znanego analityka i eksperta bokserskiego stacji HBO. Kellerman prosił Butlera o opuszczenie jego domu, jednak bokser nie chciał tego zrobić. Butler chwycił za młotek i zadając kilka ciosów zabił Kellermana, a następnie podpalił jego dom. Ciało ofiary zostało znalezione 5 dni później - 17 października. 5 kwietnia 2006 Butler został skazany na karę 29 lat i 4 miesięcy pozbawienia wolności za zabójstwo, którego się dopuścił.

## Dalsza kariera
Grant powrócił na ring 3 sierpnia 2002 r., mierząc się w eliminatorze do mistrzostwa świata IBF z Antwunem Echolsem. Echols zwyciężył przez techniczny nokaut w 3. rundzie, walcząc w kolejnym pojedynku o mistrzostwo świata WBA. 15 lipca 2003 r. Grant walczył o pasy WBC Continental Amiercas NABA i USBA w kategorii superśredniej, mając za rywala niepokonanego Amerykanina Jeffa Lacy'ego. Lacy zwyciężył jednogłośnie na punkty po zaciętym pojedynku. Grant był w tej walce liczony w rundzie pierwszej oraz jedenastej. Lacy doprowadził w tej walce do celu 183. uderzenia a Grant 159.. Po pojedynku z Lacym, Grant stoczył jeszcze kilkanaście pojedynków, przegrywając walki z lepszymi przeciwnikami. Ostatnią jego walką był pojedynek z Australijczykiem rosyjskiego pochodzenia Wiktorem Oganowem. Grant przegrał przez techniczny nokaut w drugiej rundzie.